# SN 2011et
SN 2011et – supernowa typu Ia odkryta 2 czerwca 2011 roku w galaktyce A153001+2452. W momencie odkrycia miała maksymalną jasność 18,80m.